# Adelphi (label musical)
Pour les articles homonymes, voir Adelphi.
Adelphi est le label d'une compagnie de disque indépendante, fondée par Gene et Carol Rosenthal en 1968. Il a été nommé ainsi en référence à la chanson de John Fahey : The Downfall of the Adelphi Rolling Grist Mill.

## Artistes produits
- Luther Johnson Jr